# Наваонділья
Наваонділья (ісп. Navahondilla) — муніципалітет в Іспанії, у складі автономної спільноти Кастилія-і-Леон, у провінції Авіла. Населення — 325 осіб (2010).
Муніципалітет розташований на відстані близько 70 км на захід від Мадрида, 40 км на південний схід від Авіли.
На території муніципалітету розташовані такі населені пункти: (дані про населення за 2010 рік)
- Наваонділья: 147 осіб
- Алегільяс: 23 особи
- Каньяда-Реаль: 16 осіб
- Наваонда: 39 осіб
- Навапарк: 29 осіб
- Пінар-дель-Вальє: 67 осіб
- Прадос-Моренос: 4 особи

## Демографія
Динаміка населення (INE ):